# Санкт-Петербургское велосипедно-атлетическое общество
Санкт-Петербургское велосипедно-атлетическое общество — спортивный клуб в Санкт-Петербурге, существовавший с 1897 года. Специализировался на велосипедном спорте, тяжёлой атлетике и профессиональной борьбе. Председатель клуба — доктор Владислав Краевский. Общество выпустило множество прославленных российских спортсменов, среди которых были Георг Гаккеншмидт, Иван Лебедев и Иван Шемякин.

## История
В период становления и развития спорта отдельные виды, существующие сейчас самостоятельно, были неразделимы. Занятия тяжелой атлетикой, популярные в конце XIX — начале XX века, включали не только поднятие тяжестей и гиревой спорт, но и профессиональную борьбу, позже — бокс. Движущей силой была борьба, сопоставимая по вниманию публики только с лошадиными скачками и велосипедными гонками в период их расцвета.
Важнейшим моментом развития этого спорта в России стало создание в 1895 году кружка любителей тяжёлой атлетики под руководством врача и педагога Владислава Краевского, который разработал особую систему тренировок и первым начал контролировать состояние спортсменов с помощью медицинских методик.
Крупнейшим спортивным объединением России в конце XIX века являлось Санкт-Петербургское велосипедно-атлетическое общество, которое появилось в 1897 году в результате результате реорганизации кружка любителей тяжелой атлетики Краевского. Часть спортсменов этого кружка во главе с графом Г. И. Рибопьером создали собственное Санкт-Петербургское атлетическое общество (вскоре получившее покровительство великого князя Владимира Александровича), остальные, объединившись с велосипедным кружком Санкт-Петербурга, вошли в состав Санкт-Петербургского велосипедно-атлетического общества. В конце 1890-х оно было самым многочисленным — каждый месяц количество членов увеличивалось на 35-40 человек и к 1898 году достигло 520. Председателем клуба, объединившего лучших петербургских атлетов и гонщиков, стал Краевский.
Пресса не могла обойти вниманием противостояние этих двух спортивных объединений. Журнал «Геркулес» писал: «С 13 марта 1899 года между Велосипедно-Атлетическим и Атлетическим обществами пошла наиболее отчаянная конкуренция — устраивали публичные состязания в одни и те же дни. Безусловно победителем вышло Велосипедно-Атлетическое общество, устроившее в Михайловском манеже среди прочей спортивной программы профессиональный чемпионат борьбы… Одновременно в манеже происходили состязания по тяжелой атлетике, в которых участвовали: Гуртер, Заикин, Элкснит, Клионовский, Симпан-Вамбола и Шемякин. Первый приз имени В. К. Николая Николаевича получил Шемякин».